# Sciadia tenebraria
Sciadia tenebraria är en fjärilsart som beskrevs av Eugen Johann Christoph Esper 1806. Sciadia tenebraria ingår i släktet Sciadia och familjen mätare. Inga underarter finns listade.